# Związek Pracodawców Kolejowych
Związek Pracodawców Kolejowych – organizacja branżowa zrzeszająca 31 podmiotów gospodarczych, głównie Grupy PKP. Głównym jej zadaniem jest prowadzenie dialogu społecznego ze stroną społeczną oraz realizacja przywileju ulg przejazdowych dla kolejarzy.

## Członkowie wchodzący w skład Grupy PKP
- Polskie Koleje Państwowe S.A., Warszawa
- PKP Polskie Linie Kolejowe S.A., Warszawa
- PKP Cargo S.A., Warszawa
- PKP Intercity S.A., Warszawa
- PKP Linia Hutnicza Szerokotorowa Sp. z o.o., Zamość
- PGE Energetyka Kolejowa S.A., Warszawa
- TK Telekom Sp. z o.o., Warszawa
- PKP Informatyka Sp. z o.o., Warszawa
- PKP Szybka Kolej Miejska w Trójmieście Sp. z o.o., Gdynia
- CS Natura Tour Sp. z o.o., Gdańsk
- Przedsiębiorstwo Napraw Infrastruktury Sp. z o.o., Warszawa
- Dolnośląskie Przedsiębiorstwo Napraw Infrastruktury Komunikacyjnej DOLKOM Sp. z o.o, Wrocław
- Przedsiębiorstwo Napraw i Utrzymania Infrastruktury Kolejowej w Krakowie Sp. z o.o.
- Pomorskie Przedsiębiorstwo Mechaniczno-Torowe Sp. z o.o. w Gdańsku
- Zakład Robót Komunikacyjnych DOM Sp. z o.o. w Poznaniu
- WAGREM Sp. z o.o., Kluczbork
- Gorzów Wagony Sp. z o.o., Gorzów Wlkp.
- Cargo Wagon Jaworzyna Śląska Sp. z o.o.
- Cargo Wagon Kraków Sp. z o.o.
- Cargo Wagon Tarnowskie Góry Sp. z o.o.
- Cargo Wagon Toruń Sp. z o.o.
- PKP Cargo Service Sp. z o.o., Warszawa

## Członkowie spoza Grupy PKP
- Polregio S.A., Warszawa
- Koleje Mazowieckie Sp. z o.o., Warszawa
- Warszawska Kolej Dojazdowa Sp. z o.o., Grodzisk Mazowiecki
- Instytut Kolejnictwa, Warszawa
- Łódzka Kolej Aglomeracyjna Sp. z o.o., Łódź

## Prezesi
- 2001–2013 – Krzysztof Mamiński
- 2013–2016 – Krzysztof Gacek
- 2016-2017 – Maciej Libiszewski
- od 2017 – Krzysztof Mamiński